# Christian Raymond
Christian Raymond (Avrillé, 24 de diciembre de 1943) es un deportista francés que compitió en ciclismo en las modalidades de pista y ruta.
Ganó una medalla de bronce en el Campeonato Mundial de Ciclismo en Pista de 1973, en la prueba de medio fondo. En carretera su mayor éxito fue la victoria en una etapa del Tour de Francia de 1970.

## Medallero internacional
| Campeonato Mundial | Campeonato Mundial     | Campeonato Mundial | Campeonato Mundial |
| Año                | Lugar                  | Medalla            | Competición        |
| ------------------ | ---------------------- | ------------------ | ------------------ |
| 1973               | San Sebastián (España) | Medalla de bronce  | Medio fondo (P)    |

## Palmarés
1964
- Ruta de Francia, más 2 etapas
- 1 etapa del Tour del Porvenir

1966
- 1 etapa del Critérium del Dauphiné

1970
- 1 etapa del Tour de Francia
- 3.º en el Campeonato de Francia en Ruta

1971
- 1 etapa del Gran Premio de Midi Libre
- 1 etapa del Tour de Corse

1974
- 1 etapa del Tour de Romandía

## Resultados en Grandes Vueltas y Campeonatos del Mundo
Durante su carrera deportiva ha conseguido los siguientes puestos en las Grandes Vueltas y en los Campeonatos del Mundo en carretera:
| Carrera         | 1965 | 1966 | 1967 | 1968 | 1969 | 1970 | 1971 | 1972 | 1973 | 1974 | 1975 |
| --------------- | ---- | ---- | ---- | ---- | ---- | ---- | ---- | ---- | ---- | ---- | ---- |
| Giro de Italia  | -    | -    | -    | -    | -    | -    | -    | -    | -    | -    | -    |
| Tour de Francia | -    | 54.º | 57.º | 45.º | 42.º | 52.º | 32.º | 47.º | -    | 76.º | -    |
| Vuelta a España | -    | -    | Ab.  | -    | -    | -    | -    | -    | -    | -    | -    |
| Mundial en Ruta | -    | -    | -    | -    | 53.º | 23.º | -    | -    | -    | Ab.  | -    |

-: no participa

Ab.: abandono